# The Blue Hearts
The Blue Hearts (ザ ブルーハーツ, Za Buru Hatsu?), (Español: Los Corazones Azules) fue una popular banda japonesa del Punk rock y del Rock alternativo que realiza desde la segunda mitad de la década de 1980 para la primera mitad de la década de 1990. Ellos han sido comparados con bandas como los Sex Pistols, The Clash y los Ramones. En 2004, The Blue Hearts fueron nombrados por HMV Japón como el grupo de música 19a mayor éxito e influencia japonesa.

## Carrera
Sus miembros originales son Hiroto Komoto (vocalista), Masatoshi Mashima (guitarrista), Junnosuke Kawaguchi (bajista) y Tetsuya Kajiwara (baterista). Shirai Mikio no fue miembro de la banda, pero a menudo de gira con ellos como su tecladista. Formada en 1985, el grupo hizo su debut a principios de mayo de 1987, y publicó su primer álbum, el homónimo de "The Blue Hearts", y continuó con otros siete álbumes. A pesar de que empezó en un sello independiente, cada álbum vendió más copias que el anterior, con la venta de su último disco en millones.
Además de contar con álbumes populares, también había muchos singles populares. Los dos más conocidos "Train-Train" y "Linda Linda", que se pueden encontrar en muchas máquinas de karaoke. Una versión de "Linda Linda" fue utilizado en los programas Sócrates 2004 dramas de amor y Gachi Baka, así como la película de 2005 Linda Linda Linda, el argumento de que se centra en una banda de chicas de secundaria "practicar las canciones de The Blue Hearts 'para el concierto de clausura del festival de la cultura de su escuela. La canción también aparece en el 2005 Nintendo DS videojuego Osu! Tatakae! Ouendan. Otras canciones, incluyendo "Train- Train", "Owaranai Uta" y "Hito ni Yasashiku", han aparecido en los juegos de arcade de Konami Drummania Freaks.

## Post-ruptura
Después de The Blue Hearts se separó en 1995, Komoto y Mashima se unieron junto con tres nuevos miembros de la banda para formar un nuevo grupo, The High Lows. La letra de la nueva banda fueron menos propensos a ser comentarios sociales, ya que tienden a estar en el lado surrealista. Además de mantener el núcleo duro de fanes The Blue Hearts, The High Lows también fueron capaces de atraer a nuevos fanes y duró diez años. Después de The High Lows se separó en 2005, Komoto y Mashima nuevamente formaron una nueva banda en 2006, esta vez se llama The Cro-Magnon.
Después de la ruptura de The Blue Hearts, tanto Komoto y Mashima optaron por no cantar algunas de las canciones de las bandas, con pocas excepciones. Komoto ha cantado "Boku no Migite" mientras realiza conciertos en vivo con otros artistas y ha realizado Mashima "Aozora" en algunos conciertos también.

## Discografía

### Sencillos
- "1985" (fue emitido en un concierto el 24 de diciembre de 1985; no fue lanzado como sencillo en realidad).
- "Hito ni Yasashiku" (25 de febrero de 1987)
- "Linda Linda" (1 de mayo de 1987)
- "Kiss Shite Hoshii" (21 de noviembre de 1987)
- "Blue Hearts Theme" (1 de julio de 1988)
- "Chernobyl" (1 de julio de 1988)
- "Train-Train" (23 de noviembre de 1988)
- "Love Letter" (21 de febrero de 1989)
- "Aozora" (21 de junio de 1989)
- "Jōnetsu no Bara" (25 de julio de 1990)
- "Kubitsuri-dai Kara" (10 de abril de 1991)
- "Ano Ko ni Touch" (28 de noviembre de 1991)
- "Too Much Pain" (10 de marzo de 1992)
- "Yume" (25 de octubre de 1992)
- "Tabibito" (25 de febrero de 1993)
- "1000 no Violin" (25 de mayo de 1993)
- "Party" (25 de agosto de 1993)
- "Yūgure" (25 de octubre de 1993)

### Álbumes de estudio
- The Blue Hearts (21 de mayo de 1987)
- Young and Pretty (21 de noviembre de 1987)
- Train-Train (23 de noviembre de 1988)
- Bust Waste Hip (10 de septiembre de 1990)
- High Kicks (21 de diciembre de 1991)
- Stick Out (10 de febrero de 1993)
- Dug Out (10 de julio de 1993)
- Pan (10 de julio de 1995)

### Compilaciones
- Blast Off! (6 de agosto de 1991, US únicamente[5])
- Meet the Blue Hearts (1 de enero de 1995)
- East West Side Story (25 de septiembre de 1995)
- Super Best (16 de octubre de 1995)
- The Blue Hearts Box (1 de enero de 1999)
- Singles 1990-1993 (25 de noviembre de 1999)
- ALL TIME SINGLES~SUPER PREMIUM BEST~ (24 de febrero de 2010)

### Álbumes en vivo
- Live All Sold Out (1 de julio de 1996, various locations)
- Yaon Live on '94 6.18/19 (25 de noviembre de 1997, Hibiya Yagai Ongakudō)

### Videos
- The Blue Hearts (21 de marzo de 1987) VHS
- The Blue Hearts Live! ~1987.7.4 Hibiya Yagai Ongakudō~ (1 de septiembre de 1987) VHS
- Tour '88 Pretty Pineapple Special (21 de junio de 1988) VHS
- Blue Hearts no Video - Videoclip 1987-1989  (ブルーハーツのビデオ) (1 de enero de 1990) VHS
- Meet the Blue Hearts U.S.A. Tour 1990 (1990) VHS
- High Kick Tour Video Pamphlet (1991) VHS
- Zen-Nippon East Waste Tour '91 (全日本EAST WASTE TOUR '91) (10 de septiembre de 1991) VHS/DVD
- Endless Dreams ~The Blue Hearts Meet the Mutoid~ (10 de julio de 1993) VHS
- Blue Hearts no Video 2 - Videoclip 1990-1993 (ブルーハーツのビデオ2) (10 de noviembre de 1993) VHS/DVD
- The Blue Hearts no Dekoboko Chindōchū (ザ・ブルーハーツの凸凹珍道中) (10 de julio de 1995) VHS/DVD
- Blue Hearts ga Kikoenai - Historia de the Blue Hearts (ブルーハーツが聴こえない Historia de the Blue Hearts) (7 de febrero de 1996) VHS/DVD
- Blue Hearts no Video + Maboroshi no Video Fukkokuban (ブルーハーツのビデオ＋幻のビデオ復刻版) (26 de mayo de 2004) DVD
- The Blue Hearts Live! (26 de mayo de 2004) DVD (Incl. "The Blue Hearts Live!" + "Tour '88 Pretty Pineapple Special")

### Otros
- Just a Beat Show (álbum general con otros grupos, mayo de 1986)
- The Blue Hearts King of Mix (álbum remix por varios grupos, 25 de mayo de 1994)
- The Blue Hearts Tribute (álbum tributo, 25 de abril de 2002)
- The Blue Hearts 2002 Tribute (álbum tributo, 28 de agosto de 2002)
- The Blue Hearts Super Tribute (álbum tributo, 2 de abril de 2003)
- The Blue Hearts Tribute 2005 Edition (álbum tributo, 20 de julio de 2005)
- THE BLUE HEARTS "25th Anniversario" TRIBUTO (álbum tributo, 24 de febrero de 2010)